# منى عبد الله القصبي
منى عبد الله عثمان القصبي، فنانة تشكيلية سعودية، ولدت في جدة، تحمل مؤهل آداب قسم إنجليزي من جامعة الملك عبد العزيز، وتعمل مديرة المركز السعودي للفنون التشكيلية.

## سيرة ومسيرة
تحفل سيرة الفنانة السعودية منى القصبي بالكثير من المساهمات والمشاركات حصلت فيها على الكثير من شهادات التقدير ودروع التكريم في مشاركات محليَّة وعربيَّة وعالميَّة في المغرب وفرنسا واليمن ومصر وغيرها خلال مشاركاتها في أكثر من مائة معرض جماعي ولها ثلاثة معارض شخصيَّة.

## مشاركة وتكريم[2]
- شاركت في أكثر من مائه معرض جماعي ولها ثلاث معارض شخصية
- -درع من جريدة المدينة و درع من جريدة عكاظ و درع من جريدة البلاد بجدة بمناسبة تكريمها في مهرجان تنظيم مائة معرض في المركز السعودي للفنون التشكيلية عام 1418 هـ
- جائزة تقدير من الخطوط السعودية لفوزها في مسابقة ملون السعودية عام 1419 هـ
- شاركت في فعاليات الفنون التشكيلية بالمهرجان الرابع عشر للجنادرية و حصلت على شهادة تقدير من سمو الأمير متعب بن عبد الله وميدالية ذهبية من اللجنة النسائية بمناسبة المئوية للملكة 1419 هـ
- فازت في معرض مشروع أبناء الأمير عبد الله بن عبد العزيز وحصلت على جائزة تقديرية عام 1421 هـ
- فازت في معرض الفنانات السعوديات في الرياض الذي نظمته الرئاسة العامة لرعاية الشباب 1422 هـ
- كرمت من سمو الرئيس العام لرعاية الشباب الأمير سلطان بن فهد لدورها الريادي في حركـة الفنون التشكيلية السعودية ومساهمتها الفعالة في المعارض الدولية والداخلية ولا لأسلوبها الفني المتميز في الإبداع التشكيلي وذلك ضمن حفل خاص تكريمي للفنانات السعوديات البارزات عام 1424 هـ
- شاركت في المعرض الثامن عشر للفن السعودي المعاصر لعام 1425 هـ الذي أقامته الرئاسة بمركز الملك فهـد الثقافي بالرياض وحصلت على شهادة تقديرية لمشاركتها في المعرض
- حصلت على شهادة تقدير لمساهمتها في إنجاح فعاليات دورة ألعاب التضامن الإسلامي الأولى في المملكة عام 1426هـ
- درع تقديري من سفير بولندا بالمملكة العربية السعودية لمشاركتها في المعرض المشترك السعودي البولندي عام 1426هـ
- شهادة شكر وتقدير من إ دارة الشؤون الأكاديمية بالمستشفى السعودي الألماني لمشاركتها بأعمال فنية متميزة ضمن المسابقة الفنية التشكيلية معاني الأمومة 1427 هـ
- حصلت على المصحف الشريف جائزة تقدير من المستودع الخيري بمحافظة جدة بمناسبة جهودها في معرض فن وإبداع لعام 1427 هـ
- حصلت على شهادة من مركز الازدهار عن دورة التدريس الإبداعي عام 1427 هـ .
- حصلت على شهادة تقدير من سمو وزير الخارجية الأمير سعود الفيصل وعلى جائزة اقتناء في مسابقة السفير عام2007/1428هـ
- شاركت في جائزة باحة الفنون التشكيلية 2007 م / 1428 هـ وحصلت على شهادة مشاركة .
- حصلت على جائزة لجنة التحكيم في مهرجان تحت بيرق سيدي التشكيلي عام 1428 هـ .
- شاركت في معرض أودي للفنون الجميلة مع مجموعة نون للرائدات السعوديات عام 1429 هـ .
- شاركت في المعرض الفني الأول لبيت الطفل لرعاية الأيتام التابع لجمعية أم القرى الخيرية النسائية لعام 2009
- شاركت بمعرض شرم الشيخ للفنانين العرب عام 1431هـ و حصلت على شهادة تقدير.
- شاركت في معرض روما للفنانات العرب وحصلت على شهادة تقدير من الملحق الثقافي المصري عام 1431هـ .
- -افتتحت المعرض الشخصي الثالث بجدة عام 1431هـ
- شاركت ببينالي القاهرة للثقافة والفنون (ثورة وتلاحم 24يونيو) وحصلت على شهادة تقديرعام 2011م
- كرمت في فرنسا من رئيس صالون الخريف الفرنسي نويل كوريه لعام عام 2011م كفنانه سعودية مميزة
- شاركت في معرض روما للفنانات العرب وحصلت على شهادة تقدير من الملحق الثقافي المصري 1431هـ
- كرمت من محافظ جنوب سينا لدورها الريادي في خدمة الفنون التشكيلية في ملتقى سمبوزيوم عام 2011م
- تم تكريمها وحصولها على جائزة المصحف الأثري من قبل سمو الأميرة صيته بنت عبد الله بن عبد العزيز في جدة 1433هـ

- شاركت في معرض الفن المعاصر في مدينه الملك عبد الله الاقتصادية 1433هـ
- نالت شهادة شكر وتقدير من ملتقى بصمات الفنانين التشكيلين العربي بالقاهرة عام 2012 تقديرا لدورها في إثراء الثقافة والفن

- شاركت في معرض مملكتين في قلب بالبحرين وحازت على شهادة تقدير1433هـ
- شاركت في بينالي بنين في افريقيا وحصلت على شهدة تقدير 2012-1433
- شاركت بسمبوزيوم اليمن الدولي الأول وحصلت على شهادة شكر وتقديرعام 2013م
- حصلت على شهادة شكروتقدير من جمعية الإحسان لرعاية الإنسان الخيرية ضمن فعاليات معرض ربيع جدة الخيري ضمن فعاليات مهرجان هيا جدة 1434هـ
- شاركت ببينالي بينين وحصلت على شهادة تقدير 1433هـ - 2013
- كرمت من قبل صالون الخريف في بباريس عام 2014ـ لتميزها كفنانه تشكيلية سعودية
- حصلت على درع شكر وتقدير لدعمها للساحة الفنية التشكيلية بالمملكة من طلال أدهم
- كرمت من معهد مسك للفنون بالرياض ضمن قائمة فنانين وفنانات ساهموا في إثراء الحركة التشكيلية السعودية من سمو الأمير بدر بن عبد الله بن فرحان آل سعود 31/ 10 / 2019

## تأسيس المركز السعودي للفنون التشكيلية
ساهمت بإبداعها عبر اللوحة وأنشأت أول مركز للفنون باسم المركز السعودي للفنون التشكيلية، وهو الأول من نوعه وبرامجه ومكانته في نفوس مجاميع تشكيلية من الجنسين أصبحوا اليوم نجومًا في الساحة، وقد ولدت القصبي في حضن رجل الأدب والصحافة وأحد روادها ومع ذلك لم تمل لأيِّ منهم بقدر ما انحازت لموهبتها التشكيلية فأبدعت فيها وتولت مهمة تبني موهبتها في الرسم لتجعل منه خطًا موازيًا لعطاء والدها الذي وقف معها وشجعها بدءًا بتهيئة السبل لتنمية مهاراتها وانطلقت الفنانة مبحرة في بحر التشكيليين والمنافسات الكبيرة بين الفنانين في جدة التي تعد بحق عاصمة الفن التشكيلي السعودي في العام عام 1408 هـ وتجاوزت المعارض المقامة فيه أكثر من مائتي معرض تشكيلي، كما استضاف معارض لفنانين عرب وأجانب أضفت للفنانين السعوديين الكثير من المعرفة بتجارب الآخرين فأصبح المركز السعودي للفنون التشكيلية بهذا لحراك والتفاعل أحد المعالم الثقافية المتخصصة في مجال الفنون التشكيلية في مدينة جدة ومنطلق للعديد من التشكيليين من مختلف الأجيال إما من خلال تلقي الدورات أو إقامة المعارض.